# 공기제동

삼동변

공기제동(空氣制動)이란 제동기의 일종으로 공기 탱크에 모은 압축공기로 제동력을 발생시키는 장치이다. 에어 브레이크(air brake)라고도 부른다.

## 특징
유압(油壓)을 이용한 제동장치에 비해 큰 제동력을 발휘하기 때문에, 철도차량이나 중형·대형 트럭, 버스의 브레이크에 사용된다. 제동을 해제하면 모여있던 공기가 빠지므로 바람 새는 소리가 난다. 트럭이나 버스 등에서 발생하는 피식 하는 소리는 이것 때문이다.
유압제동과 달리 어디에나 존재하는 공기를 외부로부터 유입시켜 제동의 매체로서 이용하고 있는 점에서는 신뢰성이 높은 방식이라고 말할 수 있다. 하지만 제동관에 파손이 있을 경우 압력이 사라져 제동력을 발휘할 수 없게 된다. 때문에 여러 차량을 연결하여 이용하는 철도차량의 경우 이런 상황을 대비해 여러 가지 기구가 고안되어 있다.

## 철도차량의 공기제동

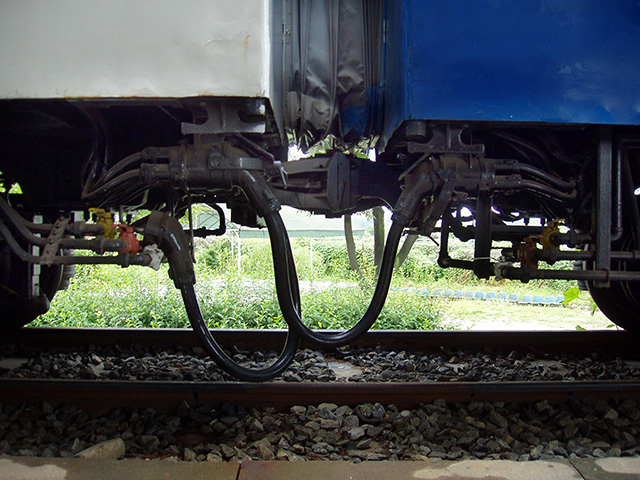
제동지령용 점퍼

철도차량의 경우, 공기압축기에 의해 공기탱크에 압축공기를 모아 운전석의 제동변에 의해 제동력을 제어하는 것이 기본이다. 이하에서는 주된 기구에 대해 해설한다.
직통제동
탱크의 압축공기를 직접 제동변으로 제어하여 각 차축의 브레이크 실린더를 작동하는 방식이다. 구조는 단순하지만, 제동관에 손상이 발생할 경우에는 제동력을 완전히 상실하기 때문에 그대로 이용되는 경우는 적다.
자동공기제동
직통제동의 작용을 반대로 한 것으로, 기본적으로 브레이크 실린더에 탱크에 저장된 공기의 압력을 걸고 제동을 걸 때에 압력을 뽑는 것으로 제동장치를 작동시키는 방식이다. 제동관에 이상이 있을 경우 자동적으로 제동이 걸리는 이중 안전 구조를 가지고 있어 신뢰성이 높은 방식이라고 말할 수 있다. 때문에, 다른 제동 시스템의 백업 기구로도 이용된다.
전자자동공기제동
자동공기제동은, 편성이 길어질 경우 운전석의 제동변에 의한 압력이 차량 전체에 널리 퍼지지 않아 제동의 효능이 나빠지는 결점이 있다. 이것을, 제동변과 연동하는 전자 밸브를 각 차량에 설치하여 편성 전체에 균등한 제동력을 얻을 수 있도록 개량한 것이 이 방식이다.
전자직통제동
전자자동제동에 의해 개발된 전자 밸브식 제동력 제어를, 직통제동에 응용한 것이다. 응답성이 높고, 높은 감속 성능이 요구되는 전동차에 많이 이용되는 방식이다. 대부분의 경우, 비상시를 대비해 자동공기제동 장치를 병설하고 있다.
전기지령식 제동
최근의 철도차량에 많이 이용되는 방식으로, 운전석으로부터의 제동지령을 전기신호에 의해 각 차량에 전달하는 방식이다. 제동력이 전해지는 공기관이 차량 사이에 설치되지 않기 때문에 신뢰성이 높고, 응답성도 높은 것이 특징이다.
이 중 전기지령식 제동은 공기제동 외에도 발전제동·회생제동 등의 다른 제동 시스템을 통합하여 제어하는 시스템이며, 다른 제동 시스템과는 취지를 달리한다.